# The Salt Path (film)
The Salt Path is een Britse biografische dramafilm uit 2024 geregisseerd door Marianne Elliott. De film is gebaseerd op het gelijknamige boek uit 2018 van Raynor Winn en ging op 5 september 2024 in première tijdens het Internationaal filmfestival van Toronto.
Het verhaal in het boek en de film zou autobiografisch zijn, maar door een bericht in de krant The Observer in 2025 rezen twijfels over het waarheidsgehalte.

## Verhaal
De film volgt het koppel Raynor en Moth, die dakloos zijn geworden nadat ze hun woning kwijtraakten. Enkele dagen later krijgt het stel tevens te horen dat Moth een terminale neurodegeneratieve ziekte heeft. Hierop besluiten de twee samen een jaar lang een tocht te maken langs de kust en volgen hierbij het langste wandelpad van Engeland.

## Rolverdeling
| acteur           | personage   |
| ---------------- | ----------- |
| Gillian Anderson | Raynor Winn |
| Jason Isaacs     | Moth Winn   |
| James Lance      | Grant       |
| Hermione Norris  | Polly       |
| Angus Wright     | dokter      |
| Megan Placito    | Bea         |
| Rebecca Ineson   | Rowan       |
| Sasha Frost      | Trina       |
| Gwen Currant     | Sealy       |

## Achtergrond
De film werd geregisseerd door Marianne Elliott en geproduceerd door Elizabeth Karlsen, Stephen Woolley, Lloyd Levin en Beatriz Levin. Het scenario van de film werd geschreven door Rebecca Lenkiewicz en is gebaseerd op het gelijknamige autobiografische boek van Raynor Winn uit 2018. De opnames van de film gingen in de zomer van 2023 van start, er werd onder meer gefilmd in Monmouthshire, Gloucestershire, Somerset en Cornwall. De muziek van de film werd gecomponeerd door Chris Roe. Hoofdrollen in de film waren weggelegd voor Gillian Anderson en Jason Isaacs.

## Release en ontvangst
The Salt Path ging op 5 september 2024 in première tijdens de 49e editie van het Internationaal filmfestival van Toronto. Acht maanden later, op 1 mei 2025, ging de film in de Nederlandse bioscopen in première. De film ging op 30 mei 2025 in première in het Verenigd Koninkrijk. De film werd door recensenten in het algemeen positief ontvangen. Op Rotten Tomatoes heeft de film een score van 83% op basis van 30 beoordelingen. Metacritic komt op een score van 49/100, gebaseerd op 5 beoordelingen.